# 汤君年
汤君年（1948年10月2日—2004年10月14日）是一位台湾房地产企业家。

## 生平
1948年出生于上海，祖籍南汇，有家族遗传的糖尿病。1952年随父母移居香港，1966年成立自己家装公司，1970年来台湾创业，靠营销策略赚取第一桶金，1980年代进入台湾地产业，1980年与女演员徐枫结婚。1988年来香港投资，1992年来上海投资，成为第一位投资浦东新区的外商，先后建起汤臣金融大厦、汤臣高尔夫球场和汤臣一品。2001年因健康原因辞去公司董事和总经理职位，由妻子徐枫接任董事长。
2004年10月14日因糖尿病并发症在香港养和医院病逝，享年56岁。

## 家庭
父亲汤养浩，妻子徐枫，儿子汤子嘉和汤珈铖。

## 商業欺詐事件
1993年，商業罪案調查科正式調查湯臣集團收購奔達國際（鵬利國際前身，其後私有化，當時代號是0268.HK）時，發現該筆交易有違反法律之可能；1999年，當局最終宣判該公司相關人等無罪。

## 荣誉
1996年获得上海市人民政府颁发的上海最高奖章“白玉兰”奖。